# Büyükdere, Kızıltepe
Büyükdere là một xã thuộc huyện Kızıltepe, tỉnh Mardin, Thổ Nhĩ Kỳ. Dân số thời điểm năm 2010 là 347 người.